# Frankie Faison
Frankie Russel Faison (Newport News, 10 giugno 1949) è un attore statunitense.

## Biografia
Noto sia per i suoi ruoli televisivi che cinematografici, nel 1982 prende parte al film Il bacio della pantera di Paul Schrader. Nel 1986 ottiene un ruolo nel film di Michael Mann Manhunter - Frammenti di un omicidio. A partire dal 1990 è uno dei protagonisti della prima stagione della serie Una famiglia tutto pepe, interpretando il ruolo di Ron Freeman. Nel 1991 appare nel film Il silenzio degli innocenti, dove recita al fianco di Anthony Hopkins, interpretando la parte di Barney Matthews, ruolo che ricoprirà anche in Hannibal (2000) e in Red Dragon (2002).
Nel 2003 prende parte al film Highwaymen - I banditi della strada, di Robert Harmon, accanto a James Caviezel, mentre nel 2004 ottiene un ruolo in White Chicks, un film di Keenen Ivory Wayans. Nel corso della sua carriera appare in numerose serie televisive come Law & Order - I due volti della giustizia, Oz, Grey's Anatomy, Blue Bloods, Lie to Me, The Good Wife, Elementary, Luke Cage, Unforgettable e Army Wives - Conflitti del cuore. Dal 2002 al 2008 è uno dei protagonisti della serie The Wire, nel ruolo del commissario di polizia Ervin Burrel. Dal 2013 al 2016 recita nella serie Cinemax Banshee - La città del male, dove riveste il ruolo di Sugar Bates. Nel 2022 partecipa al film Till - Il coraggio di una madre.

### Vita privata
È sposato dal 1988 con la produttrice Jane Mandel.

## Filmografia

### Cinema
- Permanent Vacation, regia di Jim Jarmusch (1980)
- Ragtime, regia di Miloš Forman (1981)
- Il bacio della pantera (Cat People), regia di Paul Schrader (1982)
- A Little Sex, regia di Bruce Paltrow (1982)
- Hanky Panky - Fuga per due (Hanky Panky), regia di Sidney Poitier (1982)
- C.H.U.D., regia di Douglas Cheek (1984)
- Dominator, regia di Mark Buntzman (1984)
- Casa, dolce casa? (The Money Pit), regia di Richard Benjamin (1986)
- Brivido (Maximum Overdrive), regia di Stephen King (1986)
- Manhunter - Frammenti di un omicidio (Manhunter), regia di Michael Mann (1986)
- Il principe cerca moglie (Coming to America), regia di John Landis (1988)
- Mississippi Burning - Le radici dell'odio (Mississippi Burning), regia di Alan Parker (1988)
- Fa' la cosa giusta (Do the Right Thing), regia di Spike Lee (1989)
- Il silenzio degli innocenti (The Silence of the Lambs), regia di Jonathan Demme (1991)
- La città della speranza (City of Hope), regia di John Sayles (1991)
- Freejack - In fuga nel futuro (Freejack), regia di Geoff Murphy (1992)
- Sommersby, regia di Jon Amiel (1993)
- Milionario per caso (Money for Nothing), regia di Ramón Menéndez (1993)
- Inviati molto speciali (I Love Trouble), regia di Charles Shyer (1994)
- Un adorabile testardo (Roommates), regia di Peter Yates (1995)
- Heading Home, regia di Maria Heritier (1995)
- The Stupids, regia di John Landis (1996)
- Confessione finale (Mother Night), regia di Keith Gordon (1996)
- Insoliti criminali (Albino Alligator), regia di Kevin Spacey (1996)
- La moglie di un uomo ricco (The Rich Man's Wife), regia di Amy Holden Jones (1996)
- In viaggio verso il mare (Julian Po), regia di Alan Wade (1997)
- Jaded, regia di Caryn Krooth (1998)
- Gioco a due (The Thomas Crown Affair), regia di John McTiernan (1999)
- A Little Inside, regia di Kara Harshbarger (1999)
- Oxygen, regia di Richard Shepard (1999)
- Per amore... dei soldi (Where the Money Is), regia di Marek Kanievska (2000)
- The Sleepy Time Gal, regia di Christopher Münch (2001)
- Hannibal, regia di Ridley Scott (2001)
- Ritorno dal paradiso (Down to Earth), regia di Chris Weitz e Paul Weitz (2001)
- Tredici variazioni sul tema (Thirteen Conversations About One Thing), regia di Jill Sprecher (2001)
- Showtime, regia di Tom Dey (2002)
- Red Dragon, regia di Brett Ratner (2002)
- Gods and Generals, regia di Ronald F. Maxwell (2003)
- Highwaymen - I banditi della strada (Highwaymen), regia di Robert Harmon (2003)
- American Brown, regia di Paul Black (2004)
- White Chicks, regia di Keenen Ivory Wayans (2004)
- Messengers, regia di Philip Farha (2004)
- The Cookout, regia di Lance Rivera (2004)
- Crutch, regia di Rob Moretti (2004)
- In Good Company, regia di Paul Weitz (2004)
- Premium, regia di Pete Chatmon (2006)
- Un bacio romantico - My Blueberry Nights (My Blueberry Nights), regia di Kar-Wai Wong (2007)
- Meet the Browns, regia di Tyler Perry (2008)
- Nick & Norah - Tutto accadde in una notte (Nick and Norah's Infinite Playlist), regia di Peter Sollett (2008)
- Brief Interviews with Hideous Men, regia di John Krasinski (2009)
- Adam, regia di Max Mayer (2009)
- Splinterheads, regia di Brant Sersen (2009)
- Aiuto vampiro (Cirque du Freak: The Vampire's Assistant), regia di Paul Weitz (2009)
- For Sale by Owner, regia di Robert J. Wilson (2009)
- Breaking Point, regia di Jeff Celentano (2009)
- Mayor Cupcake, regia di Alex Pires (2011)
- Cowgirls 'n Angels, regia di Timothy Armstrong (2012)
- Tio Papi, regia di Fro Rojas (2013)
- Clipped Wings, They Do Fly, regia di William Michael Barbee (2014)
- Assumption of Risk, regia di Mark Kochanowicz (2014)
- Away from Here, regia di Bruce Van Dusen (2014)
- Smoke Filled Lungs, regia di Jason Cabell e Asif Akbar (2016)
- My Other Home, regia di Zi Yang (2016)
- The Case for Christ, regia di Jon Gunn (2017)
- The Sounding, regia di Catherine Eaton (2017)
- Viaggio con papà - Istruzioni per l'uso (An Actor Prepares), regia di Steve Clark (2018)
- Clipped Wings, They Do Fly, regia di William Michael Barbee (2018)
- The Grudge, regia di Nicolas Pesce (2020)
- The Killing of Kenneth Chamberlain, regia di David Midell (2020)
- Sono la tua donna (I'm Your Woman), regia di Julia Hart (2020)
- Un padre (Fatherhood), regia di Paul Weitz (2021)
- Till - Il coraggio di una madre (Till), regia di Chinonye Chukwu (2022)

### Televisione
- Ai confini della notte (The Edge of Night) - soap opera, 1 episodio (1983)
- Sessions - film TV, regia di Richard Pearce (1983)
- Aspettando il domani (Search for Tomorrow) - soap opera, 1 episodio (1985)
- Kate e Allie (Kate & Allie) - serie TV, episodio 2x20 (1985)
- Un giustiziere a New York (The Equalizer) - serie TV, episodio 3x06 (1987)
- Un uomo chiamato Falco (A Man Called Hawk) - serie TV, episodio 1x07 (1989)
- Law & Order - I due volti della giustizia (Law & Order) - serie TV, episodio 1x11 (1990)
- Una famiglia tutto pepe (True Colors) - serie TV, 34 episodi (1990-1991)
- The Spider and the Fly - film TV, regia di Michael Katleman (1994)
- I Langolieri (The Langoliers) - serie TV, episodi 1x01 e 1x02 (1995)
- New York Undercover - serie TV, episodio 2x16 (1996)
- Oz - serie TV, episodio 1x04 (1997)
- Cosby - serie TV, episodi 1x21 e 2x22 (1997-1998)
- Prey - serie TV, 14 episodi (1998)
- La valle dei pini (All My Children) - soap opera, 4 episodi (1998-1999)
- Chiamatemi Babbo Natale (Call me Claus) - film TV, regia di Peter Werner (2001)
- The Wire - serie TV, 47 episodi (2002-2008)
- The Jury - serie TV, episodio 1x04 (2004)
- Law & Order - Unità vittime speciali (Law & Order: Special Victims Unit) - serie TV, episodi 8x19 e 9x12 (2007-2008)
- Army Wives - Conflitti del cuore (Army Wives) - serie TV, episodio 2x18 (2008)
- Play or Be Played - film TV, regia di Barry Sonnenfeld (2008)
- Una vita da vivere (One Life to Live) - soap opera, 24 episodi (2009-2012)
- Grey's Anatomy - serie TV, episodi 6x10, 9x10 e 14x11 (2009-2018)
- Blue Bloods - serie TV, episodio 1x02 (2010)
- Lie to Me - serie TV, episodio 3x08 (2010)
- The Good Wife - serie TV, 4 episodi (2010-2015)
- The Cookout 2 - film TV, regia di Lance Rivera (2011)
- Elementary - serie TV, episodio 2x10 (2013)
- Banshee - La città del male (Banshee) - serie TV, 38 episodi (2013-2016)
- Unforgettable - serie TV, episodio 2x12 (2014)
- Black Box - serie TV, episodio 1x09 (2014)
- Forever - serie TV, episodio 1x09 (2014)
- Luke Cage - serie TV, episodi 1x01 e 1x02 (2016)
- An American Girl Story: Melody 1963 - Love Has to Win - film TV, regia di Tina Mabry (2016)
- The Good Fight - serie TV, episodio 1x08 (2017)
- Ryan Hansen Solves Crimes on Television - serie TV, episodio 1x05 (2017)
- Hawaii Five-0 - serie TV, episodio 8x19 (2018)
- The Village - serie TV, 10 episodi (2019)
- God Friended Me - serie TV, episodio 2x17 (2020)
- The Rookie – serie TV, episodio 4x19 e 4x20 (2022)

### Cortometraggi
- Orson Welles Sells His Soul to the Devil, regia di Jay Bushman (1999)
- Gina, an Actress, Age 29, regia di Paul Harrill (2001)
- Danger Word, regia di Luchina Fisher (2013)
- Trouble & the Shadowy Deathblow, regia di Stephanie Laing (2014)
- The Sounding, regia di Catherine Eaton (2015)

## Doppiatori italiani
Nelle versioni in italiano delle opere in cui ha recitato, Frankie Faison è stato doppiato da:
- Massimo Corvo in Fa' la cosa giusta, Gioco a due, Elementary
- Claudio Fattoretto in Insoliti criminali, Aiuto vampiro, I Langolieri (ridoppiaggio)
- Diego Reggente in In viaggio verso il mare, Law & Order - Unità vittime speciali, The Good Fight
- Paolo Marchese in Oxygen, Un bacio romantico - My Blueberry Nights, Hannibal (ridoppiaggio)
- Alessandro Rossi in Chiamatemi Babbo Natale, Highwaymen - I banditi della strada, The Grudge
- Bruno Alessandro in Grey's Anatomy (ep. 6x10), Lie to Me, Un padre
- Pierluigi Astore in Hawaii Five-0, Till - Il coraggio di una madre, Ballard
- Francesco Fagioli in Casa, dolce casa?, Il silenzio degli innocenti
- Stefano De Sando in La moglie di un uomo ricco, Luke Cage
- Angelo Nicotra in White Chicks, Forever
- Renzo Stacchi in Blue Bloods, The Good Wife
- Elia Iezzi ne Il bacio della pantera
- Gianni Bertoncin in Manhunter - Frammenti di un omicidio
- Gigi Angelillo ne Il principe cerca moglie
- Saverio Moriones in Mississippi Burning - Le radici dell'odio
- Paolo Buglioni in Una famiglia tutto pepe
- Domenico Maugeri in Inviati molto speciali
- Maurizio Scattorin in I Langolieri
- Francesco Pannofino in Hannibal
- Ennio Coltorti in Tredici variazioni sul tema
- Edoardo Siravo in Oz
- Elio Zamuto in The Wire
- Roberto Draghetti in In Good Company
- Gaetano Lizzio in Grey's Anatomy (ep. 9x10)
- Enzo Avolio in Grey's Anatomy (ep. 14x11, 17x05)
- Mario Bombardieri in Army Wives - Conflitti del cuore
- Marco Balbi in Adam
- Emidio La Vella in Unforgettable
- Gerolamo Alchieri in Banshee - La città del male
- Roberto Fidecaro in The Expanse
- Carlo Valli in Bull
- Giorgio Bonino in Casa, dolce casa? (ridoppiaggio)